# ウエキミクス
『ウエキミクス』は、エフエムさがみで2013年7月7日から2014年2月2日まで放送されていたラジオ番組である。

## 概要
日本経済をより良くすべく相模原地域から発信していた景気回復バラエティ番組。

## 放送時間
エフエムさがみ
- 毎週日曜 21:00 - 21:30（2013年7月7日 - 2014年2月2日）

番組公式サイト
- 毎週水曜更新（アーカイブ配信）

## 出演者
パーソナリティ
- 植木雄一郎
- 藤田由美子（2013年7月7日 - 10月27日[3]）

レギュラーゲスト
- 藤林弘之（2013年11月3日 - 2014年2月2日）

## コーナー
ウエキミクス人材募集！
次世代を担う人材を募集するコーナー。
藤田由美子が頑張ります！
藤田が番組を盛り上げる為に奮闘するコーナー。